# Russ Brown (Filmtechniker)
Russ Brown war ein US-amerikanischer Filmtechniker und Produktionsmanager, der 1945 mit dem Oscar für technische Verdienste (Technical Achievement Award) ausgezeichnet wurde.

## Leben
Brown arbeitete als Filmtechniker für Paramount Pictures und wurde auf der Oscarverleihung 1945 mit dem Oscar für technische Verdienste ausgezeichnet. Er erhielt diese Ehrung für „die Entwicklung und den produktiven Einsatz der schwimmenden hydraulischen Schiffs-Wippe von Paramount Pictures“ (‚For the development and production use of the Paramount floating hydraulic boat rocker‘). Den Technical Achievement Award bekam Brown gemeinsam mit Joseph E. Robbins und Ray Hinsdale.
Für das historische Abenteuer-Drama Samson und Delilah von Cecil B. DeMille mit Hedy Lamarr, Victor Mature und George Sanders war Russ Brown 1949 im Auftrag von Paramount Pictures als Produktionsmanager im Einsatz. Im Jahr 1960 trat er bei den Dreharbeiten für den  Jerry-Lewis-Film Hallo Page! (The Bellboy) als technischer Leiter für Paramount auf.

## Auszeichnung
- 1945: Oscar für technische Verdienste (Academy Technical Achievement Award)